# Luke Young
Luke Paul Young (Harlow, 19 juli 1979) is een Engels voormalig betaald voetballer die bij voorkeur in de verdediging speelde. Van 2005 tot en met 2009 speelde hij zeven interlands voor het Engels voetbalelftal.

## Clubcarrière
Young debuteerde in 1997 op achttienjarige leeftijd bij Tottenham Hotspur FC in het betaald voetbal. Hij verruilde de club na drie seizoenen voor Charlton Athletic FC, waar hij meer speeltijd kreeg. In de volgende zes seizoenen speelde Young meer dan 180 duels voor de Londenenaren in de Premiership en werd hij benoemd tot aanvoerder. Toen hij er vertrok degradeerde Charlton Athletic uit de Premier League. Young is samen met linksachter Chris Powell de speler met de meeste wedstrijden voor Charlton Athletic in de Premier League: 187 wedstrijden. 
Toen Charlton naar de Championship degradeerde in 2007, verhuisde Young voor een bedrag van voor £ 2.500.000,- naar Middlesbrough FC. Daar maakte hij in zijn eerste seizoen dermate veel indruk dat Aston Villa aanklopte met een bod van 5,5 miljoen pond waar nog een half miljoen bij kon komen. Voorzitter Steve Gibson accepteerde. Na drie seizoenen voor de Birminghamse club te hebben gespeeld vertrok naar Queens Park Rangers. 
Young tekende in 2011 een contract bij Queens Park Rangers dat hem voor drie jaar zou binden aan de club.

## Interlandcarrière
Onder leiding van bondscoach Howard Wilkinson nam Young in 2000 met Engeland U21 deel aan het Europees kampioenschap in Slowakije. Young debuteerde op 28 mei 2005 tegen de VS in het Engelse nationale A-team. Tot en met 12 juli 2007 speelde hij zeven interlands. Toen bondscoach Fabio Capello hem in februari 2009 weer op wilde roepen, liet Young de Football Association weten dat hij niet meer beschikbaar was voor het Engelse nationale elftal, zodat hij zich volledig op het clubvoetbal kon richten.

## Clubgeschiedenis
| Seizoen  | Club                 | Competitie     | Wedstrijden | Doelpunten |
| -------- | -------------------- | -------------- | ----------- | ---------- |
| 1998-'99 | Tottenham Hotspur FC | Premier League | 15          | 0          |
| 1999-'00 | Tottenham Hotspur FC | Premier League | 20          | 0          |
| 2000-'01 | Tottenham Hotspur FC | Premier League | 23          | 0          |
| 2001-'02 | Charlton Athletic FC | Premier League | 34          | 0          |
| 2002-'03 | Charlton Athletic FC | Premier League | 32          | 0          |
| 2003-'04 | Charlton Athletic FC | Premier League | 24          | 0          |
| 2004-'05 | Charlton Athletic FC | Premier League | 36          | 0          |
| 2005-'06 | Charlton Athletic FC | Premier League | 32          | 0          |
| 2006-'07 | Charlton Athletic FC | Premier League | 29          | 0          |
| 2007-'08 | Middlesbrough FC     | Premier League | 35          | 0          |
| 2008-'09 | Aston Villa FC       | Premier League | 34          | 0          |
| 2009-'10 | Aston Villa FC       | Premier League | 16          | 0          |
| 2010-'11 | Aston Villa FC       | Premier League | 23          | 1          |
| 2011-'12 | Queens Park Rangers  | Premier League | 0           | 0          |